# Eugenia dodonaeifolia
Eugenia dodonaeifolia är en myrtenväxtart som beskrevs av Jacques Cambessèdes. Eugenia dodonaeifolia ingår i släktet Eugenia och familjen myrtenväxter. Inga underarter finns listade i Catalogue of Life.